# Powierzchnia Riemanna
Powierzchnia Riemanna – rozmaitość dwuwymiarowa, która lokalnie wygląda jak płaszczyzna zespolona; jednowymiarowa rozmaitość zespolona. Inaczej mówiąc, na powierzchnie Riemanna można patrzeć jak na rodziny otwartych podzbiorów płaszczyzny zespolonej sklejonych ze sobą poprzez funkcje holomorficzne. Powierzchniami Riemanna po raz pierwszy zajmował się niemiecki matematyk Bernhard Riemann; od niego wzięły swoją nazwę.
Dwuwymiarowa rzeczywista rozmaitość może zostać przekształcona w powierzchnię Riemanna (zazwyczaj na kilka nierównoważnych sposobów) wtedy i tylko wtedy, gdy jest orientowalna. Wynika stąd, że sfera i torus dopuszczają struktury zespolone, natomiast wstęga Möbiusa i butelka Kleina – nie.

## Wprowadzenie pojęć
- Dwuwymiarową rozmaitość topologiczną nazywamy powierzchnią.
- Niech {\displaystyle X} będzie powierzchnią spójną. Rodzinę {\displaystyle {\mathcal {U}}=(U_{t},z_{t})_{t\in T}} nazywamy atlasem (zespolonym) powierzchni {\displaystyle X,} gdy
  - zbiory {\displaystyle U_{t},\,t\in T} są otwartymi podzbiorami {\displaystyle X}
  - {\displaystyle \bigcup \{U_{t}\colon \,t\in T\}=X,}
  - odwzorowania {\displaystyle z_{t}\colon U_{t}\to \mathbb {C} } są homeomorfizmami (na swój obraz)
  - jeśli {\displaystyle s,t\in T} są takie, że {\displaystyle U_{s}\cap U_{t}\neq \varnothing ,} to odwzorowanie zdefiniowane poniżej jest funkcją holomorficzną

{\displaystyle z_{s}\circ z_{t}^{-1}\colon z_{t}(U_{s}\cap U_{t})\to z_{s}(U_{s}\cap U_{t}).}
- Jeśli {\displaystyle {\mathcal {U}}=(U_{t},z_{t})_{t\in T}} jest atlasem zespolonym, to funkcje {\displaystyle z_{t}} nazywamy lokalnymi współrzędnymi (powierzchni) natomiast, pary {\displaystyle (U_{t},z_{t})} nazywamy natomiast lokalnymi ścieżkami.
- Dwa atlasy {\displaystyle {\mathcal {U}}} i {\displaystyle {\mathcal {V}}} nazywamy równoważnymi, gdy zbiór {\displaystyle {\mathcal {U}}\cup {\mathcal {V}}} jest atlasem. Jest to relacja równoważności w rodzinie atlasów powierzchni {\displaystyle X.} Rodzinę klas abstrakcji tej relacji nazywamy strukturą zespoloną powierzchni {\displaystyle X.}
- Powierzchnią Riemanna nazywamy spójną powierzchnię wyposażoną w strukturę zespoloną.

## Definicje
Istnieje kilka równoważnych definicji powierzchni Riemanna.
- Powierzchnia Riemanna {\displaystyle X} to rozmaitość zespolona wymiaru zespolonego 1. Oznacza to, że {\displaystyle X} jest hausdorffowską przestrzenią topologiczną wraz z atlasem (zbiorem map pokrywających rozmaitość topologiczną): dla każdego punktu {\displaystyle x\in X} istnieje otoczenie zawierające {\displaystyle x} homeomorficzne z kołem jednostkowym na płaszczyźnie zespolonej. Przekształcenie odwzorowujące strukturę płaszczyzny zespolonej na powierzchnię Riemanna jest nazywane mapą. Dodatkowo homeomorfizmy między dwoma nakładającymi się mapami (tzn. mającymi niepuste przecięcie obrazów) mają być holomorficzne.

- Powierzchnia Riemanna to rozmaitość (rzeczywistego) wymiaru 2 – powierzchnia – wraz ze strukturą konforemną (wiernokątną). Ponownie rozmaitość oznacza, że lokalnie, w dowolnym punkcie {\displaystyle x\in X} przestrzeń ma mieć własności płaszczyzny rzeczywistej. Dodatek „Riemanna” podkreśla, że {\displaystyle X} jest wyposażona w dodatkową strukturę umożliwiającą mierzenie kątów na rozmaitości, dokładniej: klasę równoważności tzw. metryk riemannowskich. Dwie takie metryki uważane są za równoważne, jeżeli kąty, które mierzą, są równe. Wybranie klasy równoważności metryk na {\displaystyle X} to dodatkowa informacja o strukturze konforemnej.

Przejście od struktury zespolonej do struktury konforemnej możliwe jest poprzez wybranie standardowej metryki euklidesowej danej na płaszczyźnie zespolonej i przeniesienie jej na {\displaystyle X} za pomocą map. Pokazanie, że struktura konforemna określa strukturę zespoloną jest trudniejsze.

## Przykłady
- płaszczyzna zespolona
- przestrzeń zwarta
- sfera Riemanna
- torus

Każdy otwarty podzbiór powierzchni Riemanna będący powierzchnią sam jest również powierzchnią Riemanna.

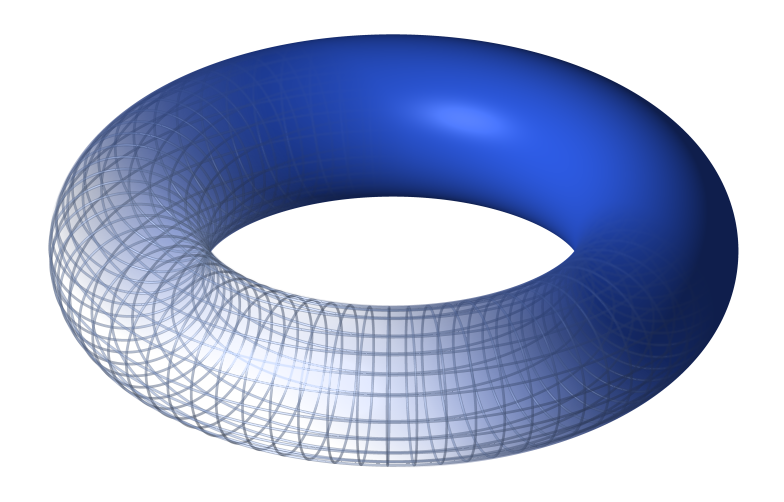
Torus
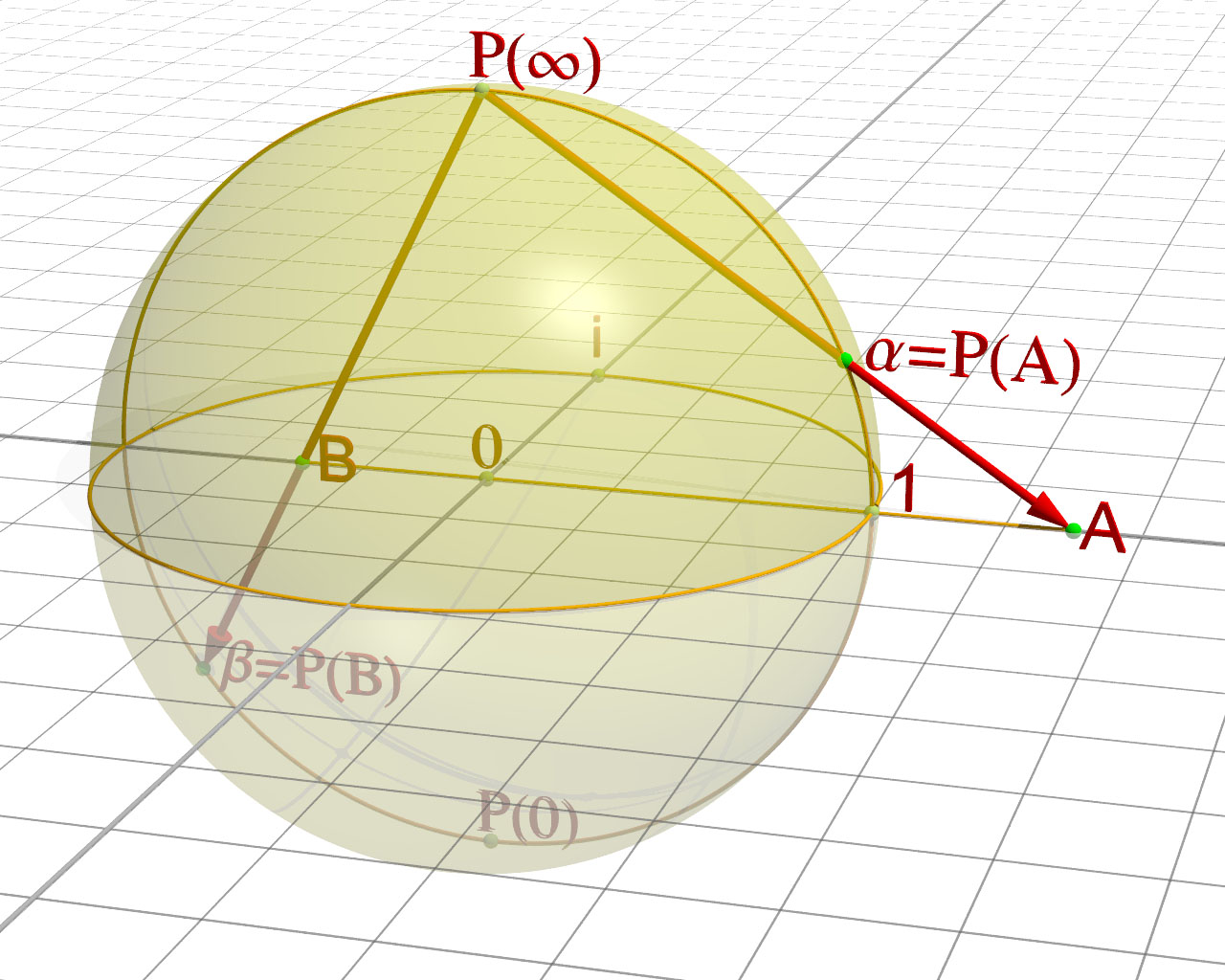
Sfera Riemanna
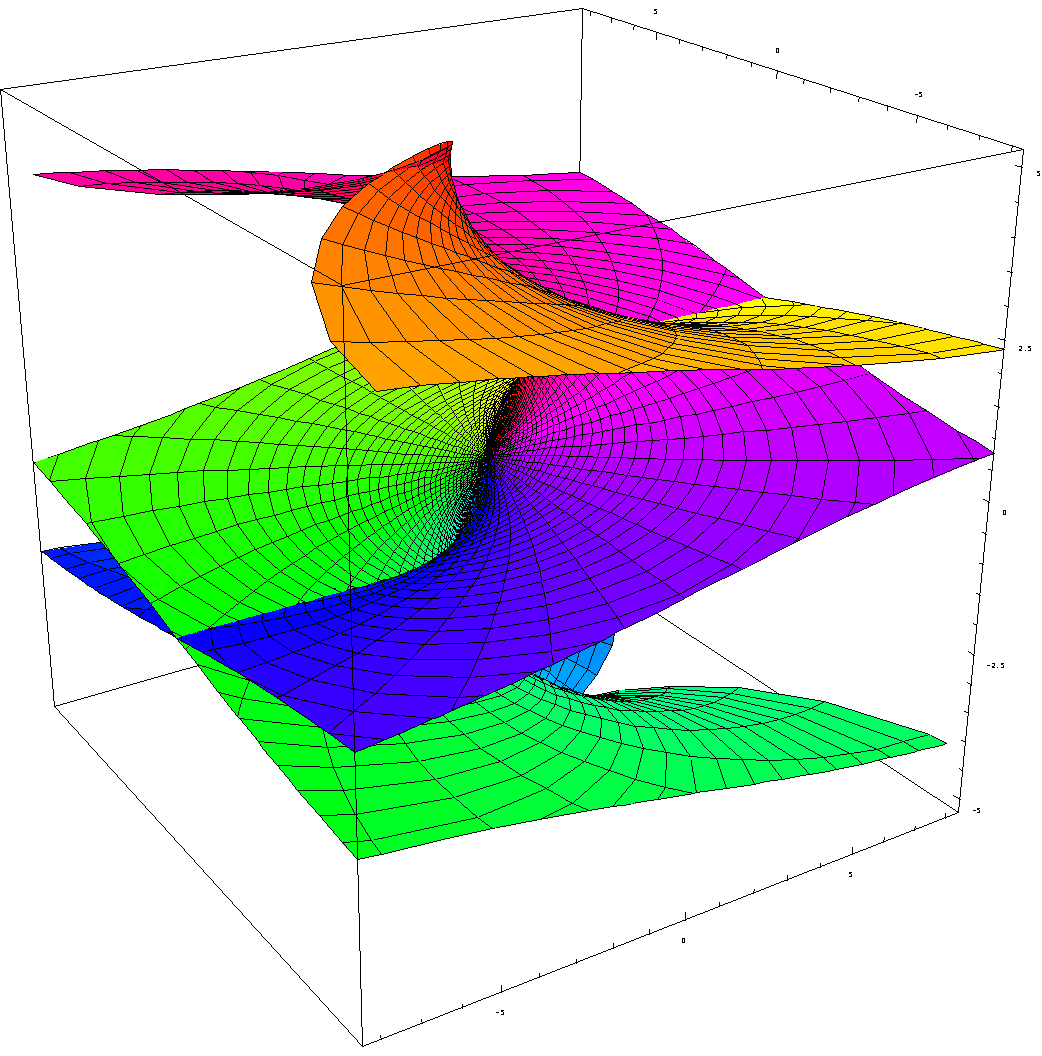
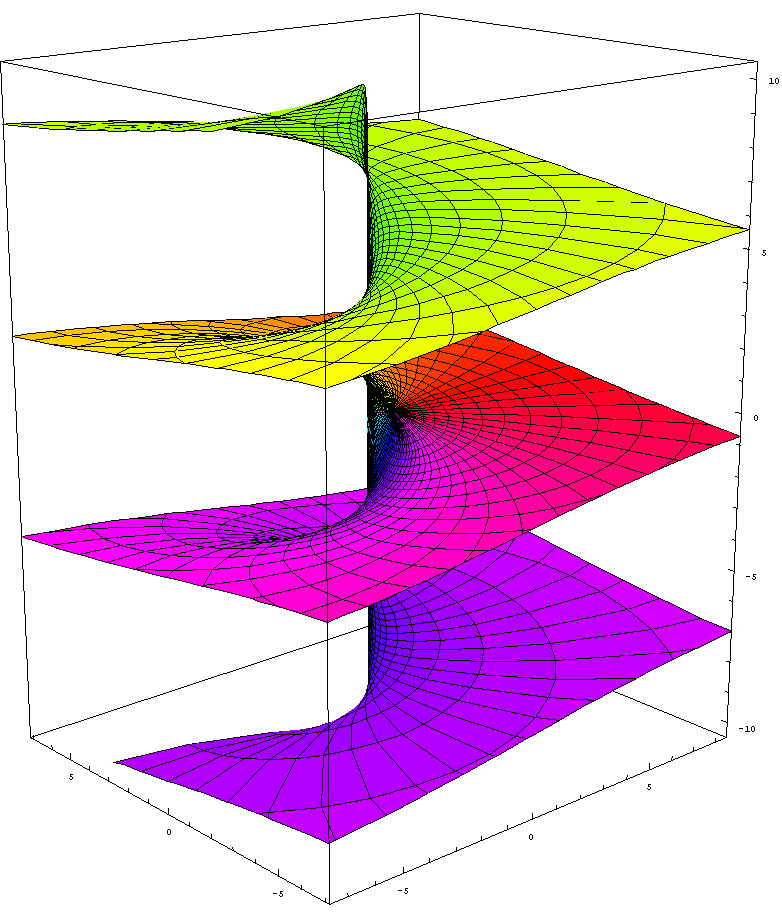
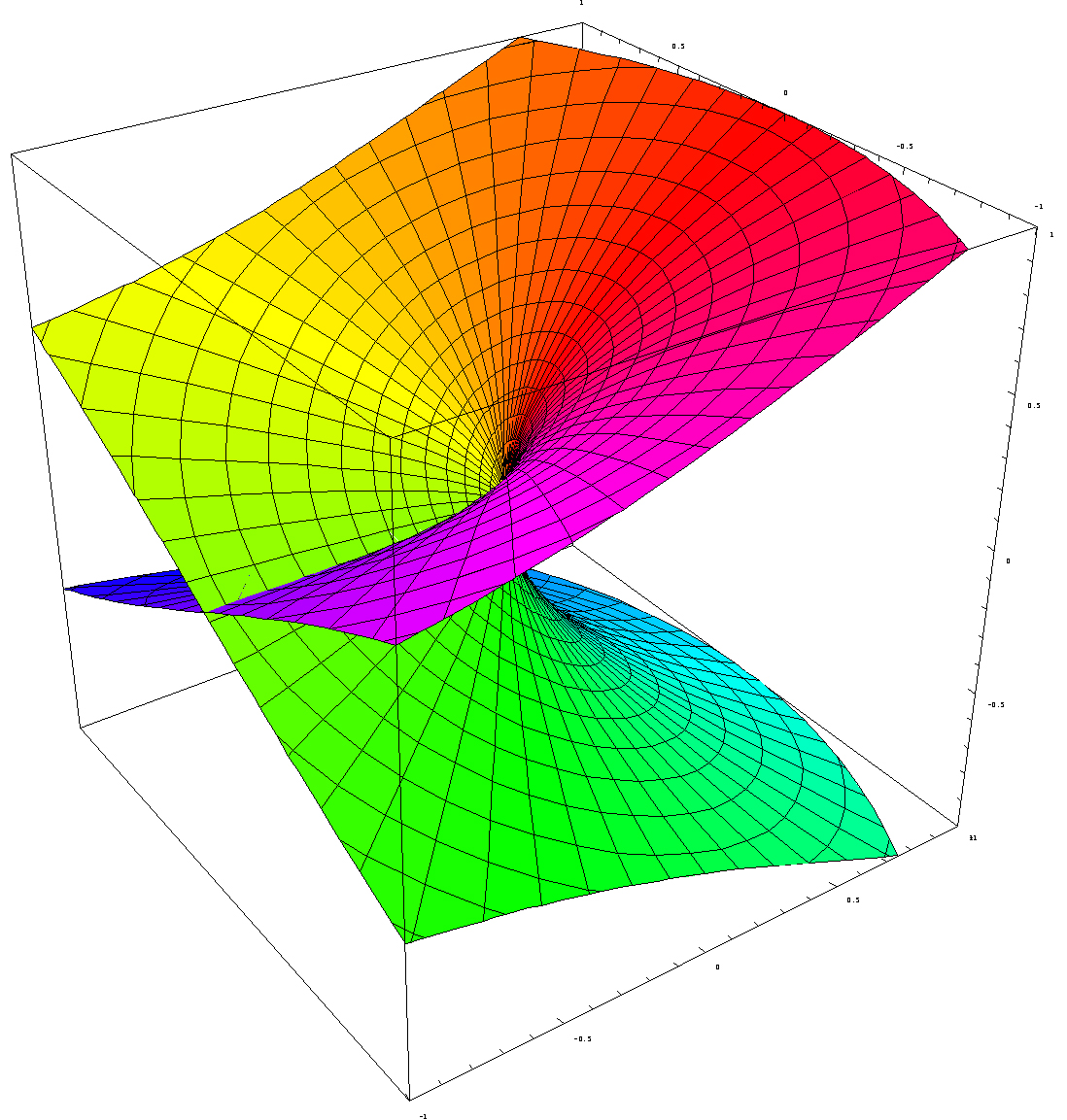
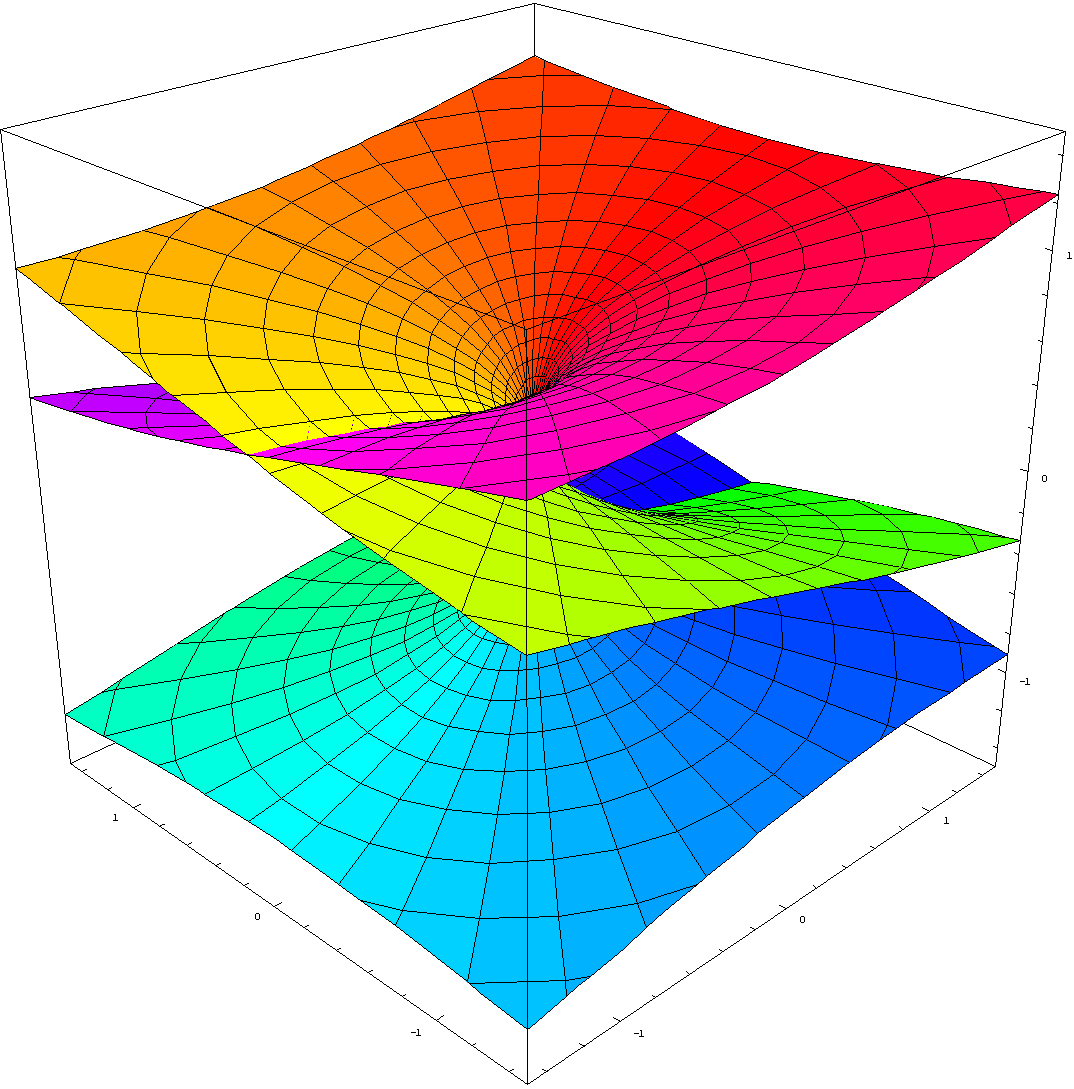
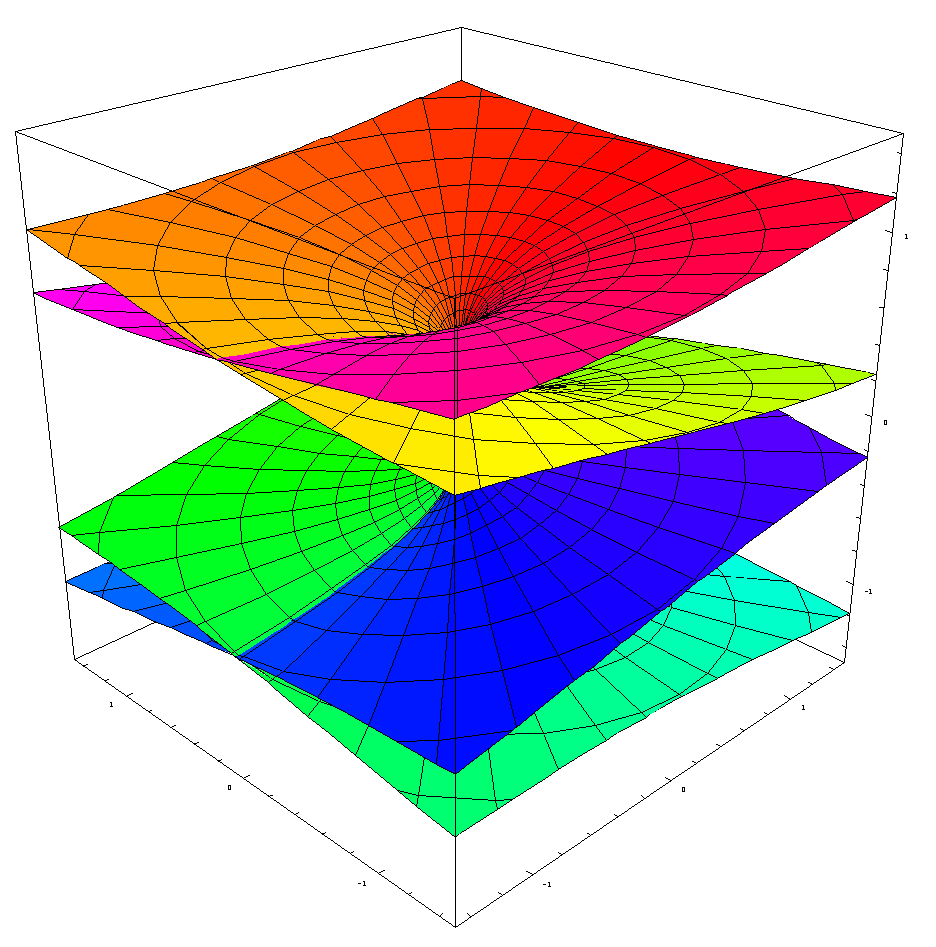

- {\displaystyle f(z)=\arcsin z,}
- {\displaystyle f(z)=\log z,}
- {\displaystyle f(z)=z^{\frac {1}{2}}}
- {\displaystyle f(z)=z^{\frac {1}{3}}}
- {\displaystyle f(z)=z^{\frac {1}{4}}}